# Zapotitlán Lagunas
Zapotitlán Lagunas è un comune del Messico, situato nello stato di Oaxaca.